# 青山ユアーズ
スーパーマーケットユアーズ（Yours、通称: 青山ユアーズ）は、かつて東京・青山（北青山）にあった高級スーパーマーケットである。当時は珍しかった輸入食品や輸入雑貨などが販売されており、日本で初めての24時間営業スーパーとしても知られる。

## 概要

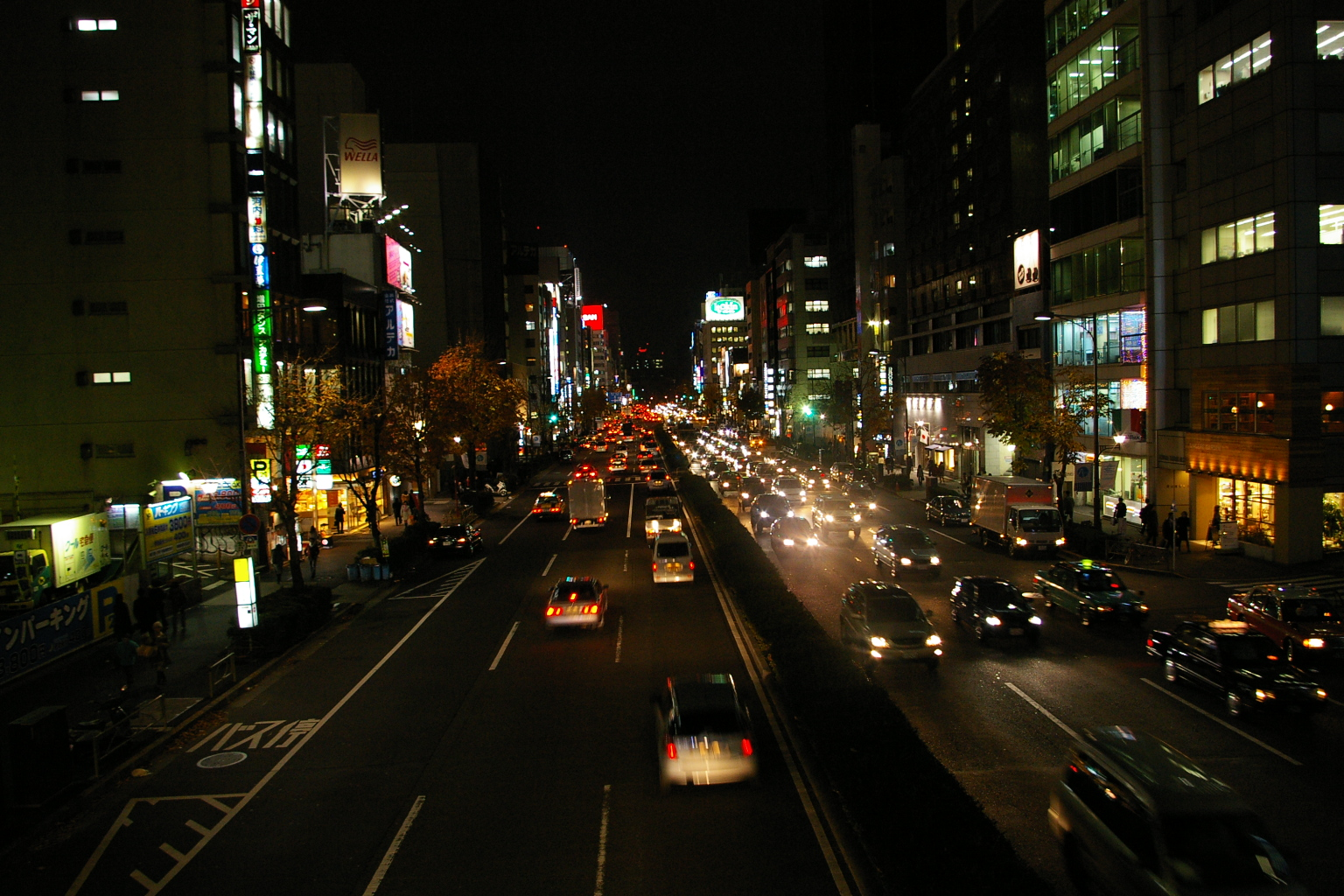
かつて青山ユアーズがあった青山通り、青山三丁目-表参道区間
- 2006年（平成18年）

スーパーマーケットユアーズは、1960年（昭和35年）5月5日にマミーナの一階ワンフロアで、米国の業態を真似た輸入食品中心のスーパーマーケットとして開業した。
開業当初から、商圏人口約80万人で自動車交通量も多い青山通り沿いの新しい商店街という立地の強みを生かし、深夜まで開店する長時間営業を行うことで、生活時間の変化に対応して欲しい時に欲しいものが買える店舗を目指す経営方針を採っていた。
その為、時間帯によって店員数を変動させる営業体制とし、深夜11時以降はレジ担当など2名のみでの営業を行っていた。
その結果、ウィンドウショッピングを狙って夜間も店内照明や商品ケースの商品を陳列したままの店舗形態であったことから、深夜営業に伴う追加の光熱費の負担はほとんどないにもかかわらず、深夜でも食料品を買える利便性が買い物客に評価されることになった。
営業時間は、朝10時開店・深夜1時閉店であったが、やがて深夜3時までとなり、その後24時間営業となる。
ユアーズで取り扱っていた商品は輸入食料品が中心で、アメリカ風の店内にはハンバーガーやサンドイッチが食べられるカウンターがあり、入口にはハリウッドのチャイニーズシアター前にあるようなスター達の手形・足型・サインなどが入った石版が並んでいた。
男性店員は、白いワイシャツにネクタイを締め、黒く長いエプロンをつけた。レジの後ろで紙袋を広げる際に、袋を大きく上下に振ってパンという音を出すパフォーマンスを行なった。
ユアーズの所在地は表参道にも程近い港区北青山三丁目（現在）の青山通り沿いで、店には石原裕次郎、岡田真澄、田宮二郎ら、当時の人気芸能人らも毎日のように出入りしていたという。1965年（昭和40年）に公開された日本映画、『海の若大将』（加山雄三が主演した『若大将シリーズ』のひとつ）にも、星由里子扮するヒロインの勤務先として、実際のユアーズ（青山ユアーズ）が実名で登場する。
ユアーズは1982年（昭和57年）、入居していたビルの取り壊しと同時に閉店した。
貸しビル業となった「株式会社ユアーズ」は、スーパーマーケットユアーズの再開店としてそのノウハウなどを用い、
1988年（昭和63年）10月から「青山ユアーズクラブ」を設立し、同年11月中旬から食料品や高級輸入雑貨などを扱う会員制通信販売サービスをファクシミリを利用して注文を受け付けて即日宅配する形式で開始した。
ユアーズ経営者の妻は女優・浅田康子で、浅田はユアーズの閉店後にも店に置かれていた石版を倉庫に保管していた。浅田はこれらを「新東宝ニューフェイス」第4期の同期生だった本多一夫が経営する劇場・本多劇場（東京・下北沢）に寄贈、1960年代から1980年代に活躍した芸能界のスターらを記念する40枚あまりの石版は2005年（平成17年）8月以降、本多劇場の地下駐車場に設置された展示場 『星々の手形』に展示されている。（2021年10月現在、非公開となっている。）